# Saint-Hilaire-les-Courbes
Saint-Hilaire-les-Courbes é uma comuna francesa na região administrativa da Nova Aquitânia, no departamento de Corrèze. Estende-se por uma área de 36,36 km². Em 2010 a comuna tinha 164 habitantes (densidade: 4,5 hab./km²).